# Pelabravo
Pelabravo è un comune spagnolo di 821 abitanti situato nella comunità autonoma di Castiglia e León.